# 知への旅
『知への旅』（ちへのたび）は、1996年4月6日から1999年4月3日までNHK教育テレビで放送されたドキュメンタリー番組である。文化・思想・科学などをテーマにした海外のドキュメンタリーを紹介した。

## 放送時間
いずれも日本標準時。
- 土曜日 21:15 - 21:59 （1996年4月6日 - 1998年3月28日）
- 土曜日 23:45 - 24:29 （1998年4月11日 - 1999年4月3日）

## 主な内容
- フラクタル
- 神話の力
- マルグリット・デュラス
- アンジェイ・ワイダ
- 孫子の兵法
- 世界地図物語
- 解けた!フェルマーの最終定理
- ことばの不思議
- 未来科学への招待
- エドヴァルド・ムンク
- ルネサンス
- 重力を解き明かす
- サルトル
- アレン・ギンズバーグ